# 阿道夫·齐格勒
阿道夫‧沃爾特‧路德維希‧齊格勒（德語：Adolf Walter Ludwig Ziegler，1892年10月16日—1959年9月11日），是一位德國畫家和納粹藝術工作者，也是頹廢藝術展的發起人之一。